# Brobergen

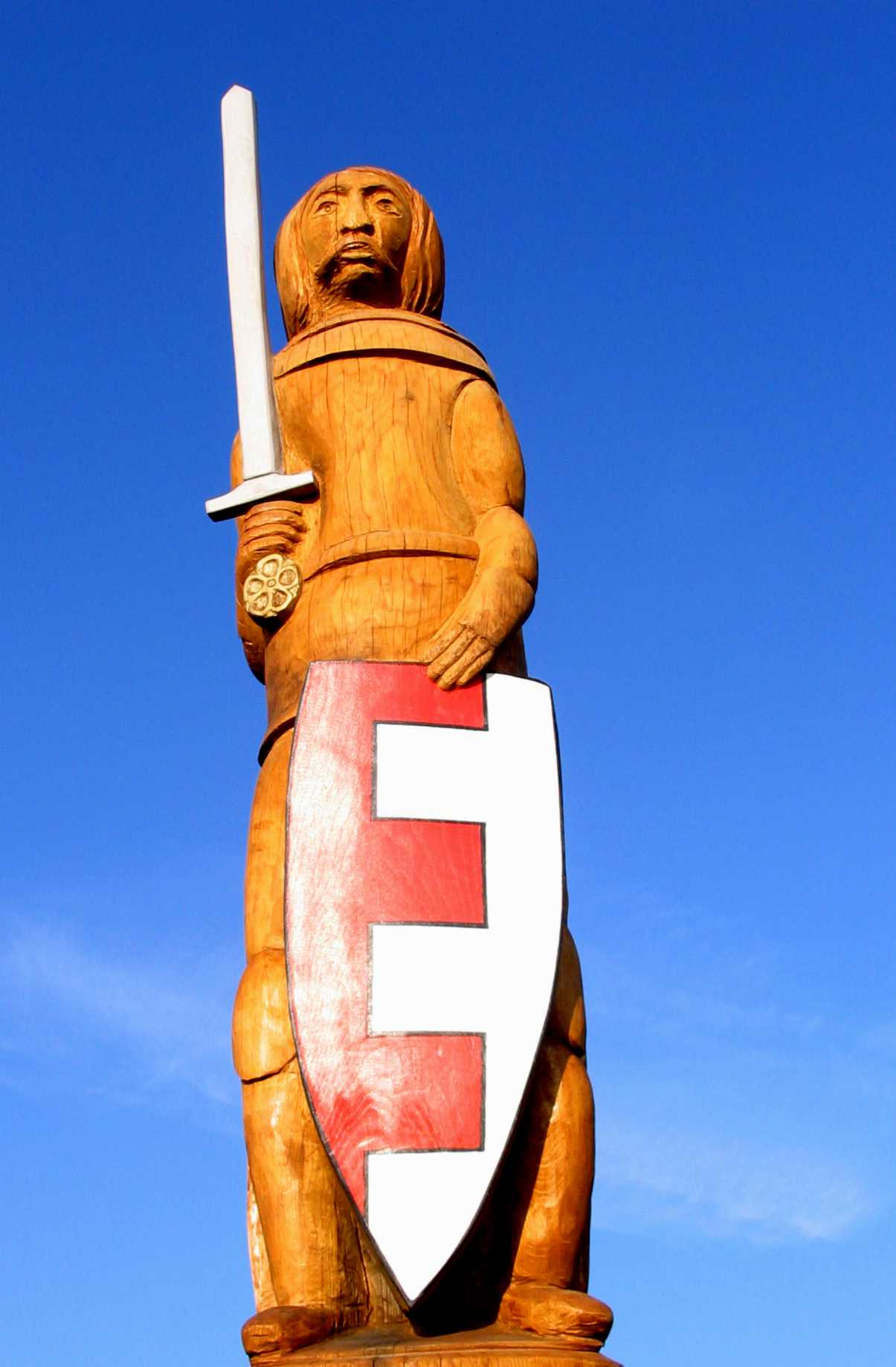
Rotllà de Brobergen

Brobergen (baix alemany Brobargen) és un poble d'Alemanya de la Baixa Saxònia de 226 habitants (2003) en 6,06 km². Brobergen forma part del municipi de Kranenburg del districte de Stade. El travessa el riu Oste.
La primera menció de Brobergen fou el 1286 (Brocberge).